# Lycaena annetta
Lycaena annetta är en fjärilsart som beskrevs av Edwards 1882. Lycaena annetta ingår i släktet Lycaena och familjen juvelvingar. Inga underarter finns listade i Catalogue of Life.